# アルタム・エンゼル
アルタム・エンゼル （学名：Pterophyllum altum） は、エンゼルフィッシュの野生種のひとつ。ネグロ川（アマゾン川の支流のひとつ）、オリノコ川の上流域に分布する。
1903年に、オリノコ水系で発見された個体に基づき記載された。
上下に長く伸長する背ビレ、尻ビレと、やや赤褐色を帯びる基調色が特徴。ヒレを含んだ体高は30cm近くまで成長する。

## 輸入
日本へは観賞魚として、毎年晩夏から翌春にかけて、南米やアメリカ、オランダ、ドイツなど、様々なルートで大量に輸入されている。また、最近では国内で繁殖させたものも出回っている。
腐植栄養性でフミン酸が大量に溶け込んだネグロ川のような殺菌効果のある水域に棲息するので、菌などに対する抵抗力が極めて弱く、適切な水質管理を行う必要がある。

## その他のエンゼルフィッシュ
- デュメリリィ・エンゼル
- スカラレ・エンゼル
- レオポルディ・エンゼル